# Parrocchia di Lafayette
La parrocchia di Lafayette (in inglese Lafayette Parish) è una parrocchia dello Stato della Louisiana, negli Stati Uniti. La popolazione al censimento del 2000 era di 190 503 abitanti. Il capoluogo è Lafayette.
La parrocchia (in Louisiana le parrocchie costituiscono un livello amministrativo equivalente a quello delle contee degli altri stati degli USA) fu creata nel 1823.